# EMD GT22CUM-2
As locomotivas Diesel-Elétrica GT22CUM-2 foram adquiridas pela RFFSA, em 1986. Foram produzidas 10 locomotivas pela Villares, sobre licença da EMD (EUA).
Foram numeradas de 4653 a 4662, conforme padrão Sigo.